# Тимчасовий основний закон про державну самостійність українських земель бувшої австро-угорської монархії
Тимчасовий основний закон про державну самостійність українських земель бувшої австро-угорської монархії, ухвалений Українською Національною Радою на засіданню 13 падолиста 1918 — історичний документ, прийнятий Українською Національною Радою 13 листопада 1918 року, що проголосив конституційні основи новоствореної держави — Західноукраїнської Народної Республіки.
Назва Західноукраїнська Народна Республіка вперше офіційно була вжита саме в цьому Законі. Прийнята 19 жовтня 1918 Проклямація Української Національної Ради використовувала терміни «українська область», «українська територія», «українська національна територія».
Оригінальна публікація зберігається у ЦДАВО України, ф. 3505, оп. 1, спр. 35, арк. 169—169 зв.

## Історія
16 жовтня 1918 року цісар Карл І у надії зберегти державність Австро-Угорської монархії, яка розпадалась унаслідок поразки в Першій світовій війні, оприлюднив маніфест, згідно з яким Австрія проголошувалася федеративною державою, а її народи отримували право на державність.
Політична організація українців Галичини й Буковини, Українська Національна Рада, була створена у Львові 18-19 жовтня 1918 року для втілення права на самовизначення українських земель.
19 жовтня УНРада проголосила Прокламацію, за якою Галичина, Північна Буковина та Закарпатська Україна ставали складовими цілісної української держави й постановила розробити її конституцію. На пропозицію УНРади щодо визначення загальних засад майбутньої держави та її устрою, д-р Станіслав Дністрянський підготував проєкт Конституції Галицької Держави («Устрій Галицької Держави. Перший проєкт тимчасових основних законів, виготовлений у Віденському парламенті проф. С. Дністрянським 1918 р. для покликання у життя Галицької Держави»).
Проте, ідея мирного конституційного переходу Галичини, Північної Буковини та Закарпаття від Австро-Угорщини до Галицької Держави, отримання «законної свободи», виявилася нездійсненною через зазіхання на українські землі Польської держави, чия незалежність була визнана Карлом I у листопаді 1916. Тому 1 листопада 1918 року владу Української національної ради було встановлено збройним шляхом, а 9 листопада новоутворена держава отримала назву Західноукраїнська Народна Республіка. Роль «малої конституції» у ній виконував «Тимчасовий основний закон про державну самостійність українських земель бувшої австро-угорської монархії» від 13 листопада 1918 року (день зречення імператора).
Автором проєкту Тимчасового основного закону був один з найближчих співробітників митрополита Андрея Шептицького о. Платонід Філяс чину св. Василія Великого. Безпосередню участь у розробленні документа брали сам митрополит А. Шептицький, єпископи Й. Коциловський та Г. Хомишин.

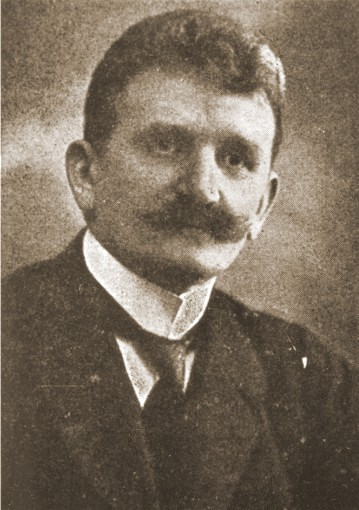
Євген Петрушевич — голова УНРади
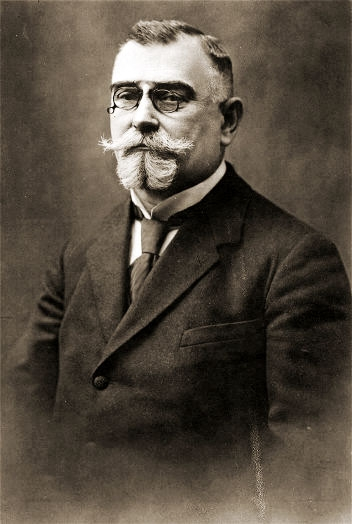
Кость Левицький — Прем'єр-міністр ЗУНР

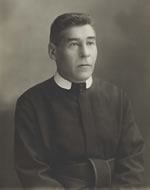
о. Платонід Філяс
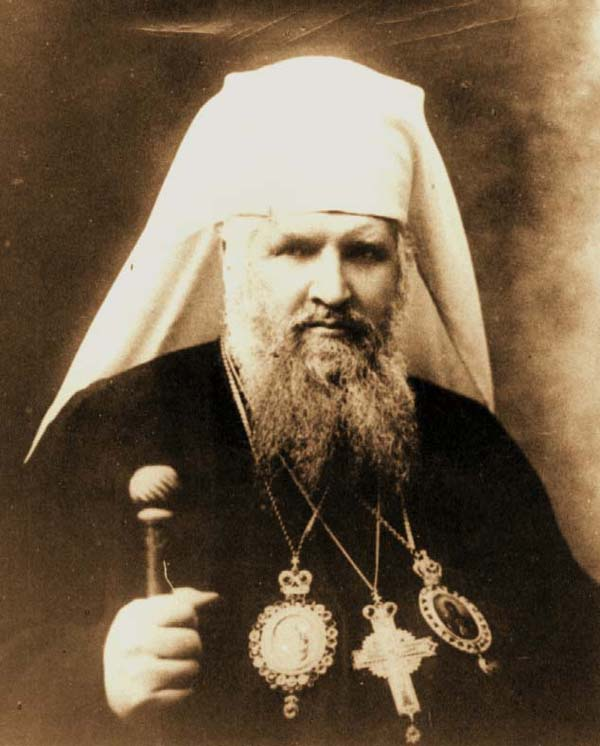
Митрополит Андрей Шептицький
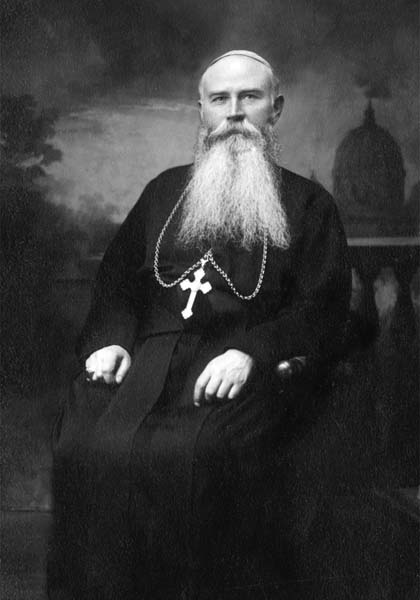
Єпископ Йосафат Коциловський
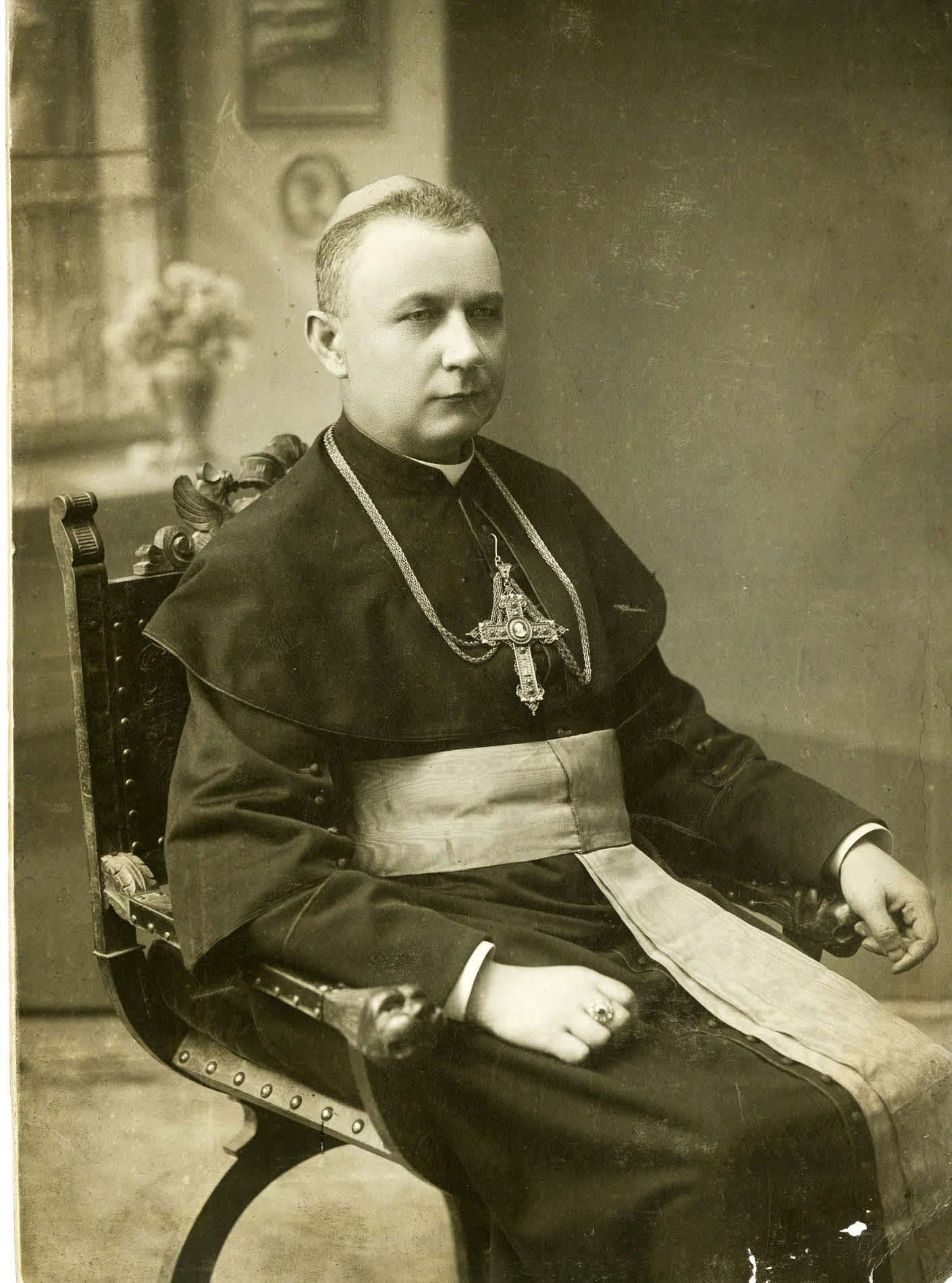
Єпископ Григорій Хомишин

## Зміст
Невеликий за розміром документ складається з п'яти статей-артикулів:
1. Назва
2. Границі
3. Державна суверенність
4. Державне заступництво
5. Герб і прапор

Артикул перший посилається на право самовизначення народів та Прокламацію УНРади від 19 жовтня. Західноукраїнська Народна Республіка визначається як «держава, обнимаюча весь простір бувшої австро-угорської монархії, заселений переважно Українцями».
В артикулі другому перераховуються складові території ЗУНР як «української суцільної етнографічної області в межах бувшої австро-угорської монархії»:

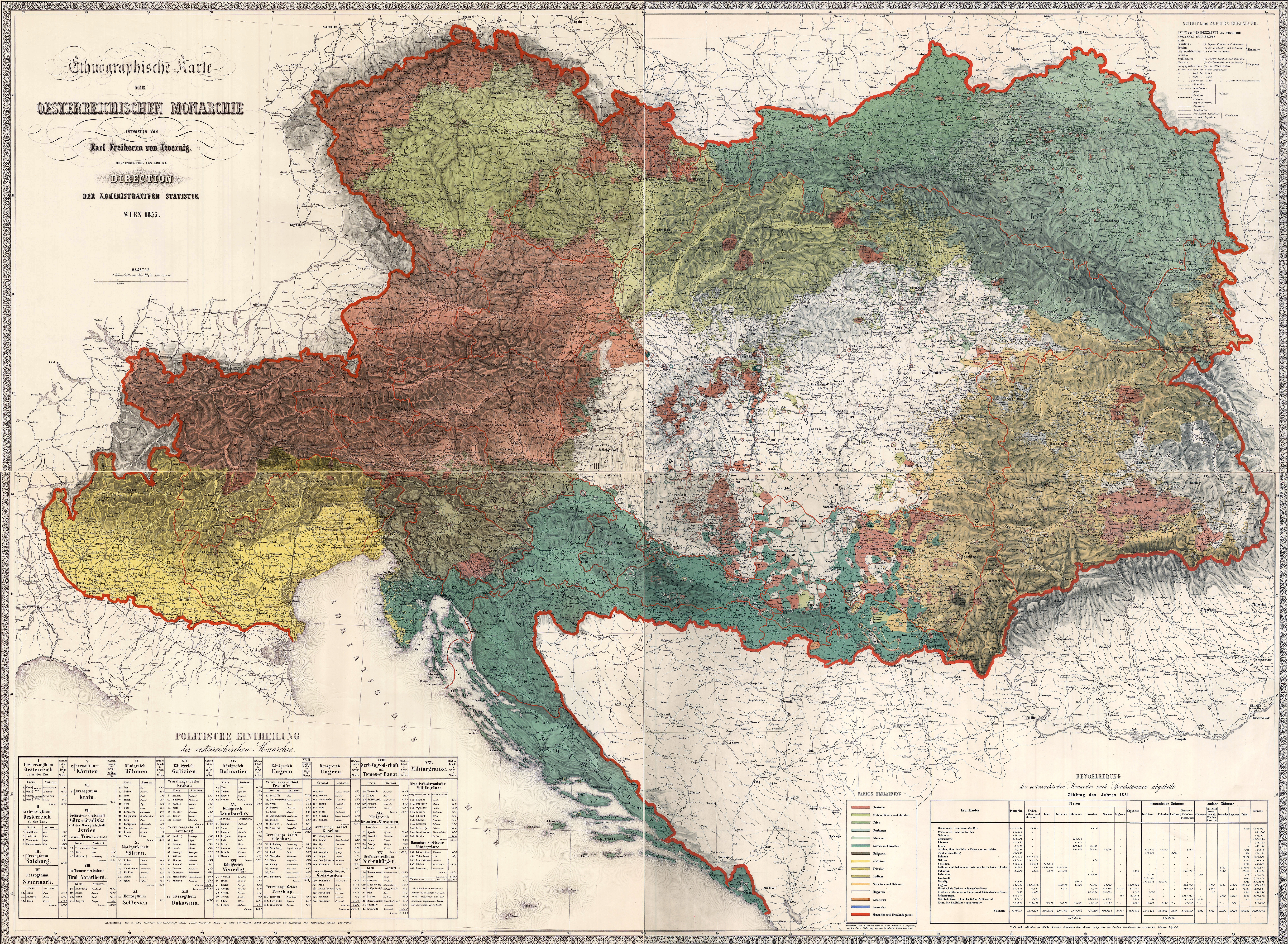
Етногеографічна карта Карла Черніга

- колишній австрійський коронний край Королівство Галичини та Володимирії;
- колишній австрійський коронний край Герцогство Буковина;
- українські частини колишніх угорських комітатів:
  - Спиш
  - Шариш
  - Земляни
  - Уг
  - Берег
  - Угоча
  - Марморош[K 2].

Таким чином, акт закріплював претензії західноукраїнської держави на територію 70 тис. км² із населенням у 6 млн осіб.
Для більшої визначеності документ посилається на етнографічну карту австрійської монархії барона Карла Черніга (нім. Etnographische Karte der österreichischen Monarchie, entworfen von Karl Freiherrn Czernig, herausgegeben von der k. k. Direktion der administrativen Statistik, Wien 1855, Massstab 1:864000).

Герб ЗУНР згідно з Тимчасовим основним законом

Державний суверенітет ЗУНР, згідно з артикулом третім, формулювався так:
|  | Отся державна територія творить самостійну Західно-українську Народню Републику. |

Народний суверенітет знайшов своє вираження в артикулі четвертому через представницьку демократію. Передбачалося, що мають бути обрані установчі збори республіки шляхом загального, рівного, прямого, таємного голосування на пропорційній основі.
До скликання установчих зборів влада належала УНРаді та Державному Секретаріатові.
Гербом ЗУНР артикул п'ятий визначав «Руського лева», кольорами прапору — синій і жовтий, а печаткою — поєднання герба з назвою держави.

## Публікації
- Лозинський М. Галичина в рр. 1918 - 1920. — Прага; Відень, 1922. — С. 45-46.
- Конституційні акти України. 1917-1920. Невідомі конституції України / Яневський Д. Б., Крюков В. І., Прилюк Ю. Д. (наук. ред.), Жмир В. Ф. (наук. ред.). — К. : Філософська і соціологічна думка, 1992. — С. 96. — ISBN 5-86828-001-6.
- Західно-Українська народна республіка 1918-1923. Документи і матеріали. У 5 т / О. Карпенко, К. Мицан. — Івано-Франківськ : Лілея-НВ, 2003. — Т. 2. — С. 6. — ISBN 966-7263-75-4.